# 恋愛白書パステル
『恋愛白書パステル』（れんあいはくしょパステル）は、宙出版が発行する漫画雑誌。月刊誌。1998年創刊。毎月24日発売。サイズはA5判平綴じ。2009年8月24日発売の10月号から従来の590円から610円に値上がりした。最近では別冊付録に『オマケのお得な情報』として開運アクセサリーや女性用スキンケアコスメの通販広告漫画が掲載され、漫画の最終ページの後についている葉書もしくは広告に記載されている電話番号やURLアドレスを使って電話またはネットから通販広告漫画に掲載している広告主へ直接申し込む。
2023年3月、『Young Love Comic aya』が休刊となった際には、同誌に連載中の作品は本誌に移籍となった。

## 主な作家
（順不同）
- 山口ねね
- 龍本みお
- 阿部摘花
- 花李くる実
- 伊さらこてん
- めぐみけい
- 猫宮なお

### オマケのお得な情報構成作家
- 有川ユウ